# Боржавське
Бо́ржавське (до 1946 року — Велика Чингава)  — село в Виноградівській громаді Берегівського району Закарпатської області України.

## Назва
До 1946 року цей населений пункт мав назву Велика Чингава. Стара назва села, ймовірно, походить від назви річки Чингава, на березі якої розмістилося село, що належало сім'ї баронів Перені.

## Історія
На території села виявлено поселення періоду бронзи (початок І тисячоліття до н. е.). На території Боржавського знайдено великий бронзовий скарб — 148 предметів. Датується епохою пізньої бронзи — раннього заліза
Перша згадка про село вдатується 1351 роком, тоді ж тут згадується і церква. В 1734 році спорудили дерев'яну церкву. Муровану базилічну церкву Покрови Богородиці збудовано в 1840 році. Через не дуже вдалий вибір її розміщення — на невеликій території між двома потічками — через велику вологість, тричі підсипали двір і підлогу церкви. В 1916 році її розширили, а в радянські часи в 1962 році її зняли з реєстрації, використовували під склад і взагалі планували знести як «аварійну». Але вірники постійно приходили молитися. На це влада вдалася до рішучих дій — вхід залили бетоном в 1987 році. У відповідь на це на день Маковея 1988 року церкву знову освятили.
Село було осідком єпископа Івана Маргітича. Після ліквідації греко-католицької церкви він продовжував священицьку діяльність, за що був засуджений на 25 років каторги. Повернувся з Сибіру 1956 року. У 1988 році став єпископом–помічником відновленої греко-католицької церкви. За його ініціативою в Боржавському в 1991 році розпочато будівництво величного храму. Ікони малює художник Юрій Фозекош, а за настінне малювання влітку 1999 р. взялися викладачі Ужгородського коледжу мистецтв Антон Ковач та Михайло Приймич і випускник коледжу Василь Зимомря. Освячення завершеного і оздобленого храму Покрови Пр. Богородиці відбулося 8 липня 2002 року.
Греко-католикам також належить каплиця з одним дзвоном у частині села, що зветься Костаковиця. Старожили кажуть, що каплицю спорудили, можливо, в 1870-х рр. Твердять, що саме тут 19 січня 1989 року відбулося перше в Закарпатті греко-католицьке богослужіння.
Зараз у цьому населеному пункті, крім греко-католиків, є вірники православної церкви. Вони молилися в старому храмі, а в 2007 році перейшли в новозбудовану церкву Покрови Пр. Богородиці. Стара церква не використовується, все більше занурюючись в землю.
Колективізація в селі давалася дуже важко, народ в колгосп не хотів записуватися. До селян були застосовані заходи примусу.
Оскільки в селі почали застосовувати до жителів масове свавілля і конфіскацію зерна, більша частина одноосібників (чоловіків) пішли в ліс. Тов. Чопей — прокурор району, кущовий уповноважений окружкому партії — намагався насильно із загрозою застосування зброї повернути їх в село. Знайшовши на околиці села двох селян із Боржавського, він відкрив по них вогонь, але вони втекли. Після цього по селу пішли чутки, що забирають хліб і стріляють всіх чоловіків. У відповідь на це буквально всі одноосібники пішли в гори і ліс.
Тільки завдяки великим зусиллям і терору вдалося організувати колективне господарство.
У даний час жителі села спеціалізуються на вирощуванні ранньої городини (помідори, перець, огірки, баклажани). Всі схили пагорбів вкриті теплицями. В селі працюють фельдшерсько-акушерський пункт, дві бібліотеки, середня школа.

## Населення
Згідно з переписом населення 1921 року, проведеного чехословацькою владою, село займало площу 1128 га, у ньому було 298 будинків, мешкало 1366 осіб, у тому числі 675 чоловіків та 691 жінка. За національним складом:
- русинів — 1305
- угорців — 3
- євреїв — 57
- іноземців — 1

За віросповіданням населення поділялося так:
- греко-католики — 1236
- православні — 40
- юдеї — 89
- атеїстів або іншої віри — 1

Згідно з переписом УРСР 1989 року чисельність наявного населення села становила 2506 осіб, з яких 1292 чоловіки та 1214 жінок.
За переписом населення України 2001 року в селі мешкали 2903 особи.

### Мова
Розподіл населення за рідною мовою за даними перепису 2001 року:
| Мова       | Відсоток |
| ---------- | -------- |
| українська | 99,79 %  |
| російська  | 0,14 %   |
| угорська   | 0,07 %   |

## Церква Покрови Пресвятої Богородиці (1840)[4]
Церква в селі існувала ще в 1351 p., а парохію згадано в 1574 р. У 1734 р. збудували дерев'яну церкву, яку ремонтували в 1769 р. У 1751 р. храм мав 2 дзвони і 4 образи. Востаннє дерев'яну церкву згадано в шематизмі 1915 р.
Теперішню муровану базилічну церкву спорудили на невеличкій місцині між двома потічками та дорогою. Через вологість тричі підсипали землею церковний двір та підлогу церкви, тому церква тепер значно нижча. У 1916 р. споруду розширювали. У 1924 р. шинґлове покриття дахів замінили етернітом, а вежу вкрили бляхою. Пізніше й дахи стали бляшані.
У радянський період, 4 жовтня 1962 р. церкву зняли з реєстрації, перетворили на склад і планували знести як «аварійну» до 1986 p., а церковне майно вивезли.
Однак у неділю і в свята вірники приходили до церкви, і тоді в 1987 р. головний вхід залили бетоном. Та часи вже мінялися. Дії місцевої влади були оскаржені, і церкву відремонтували. Датою відродження храму стало свято Маковея 1988 р.
У кінці 1970-х років розібрали одноярусну дерев'яну каркасну дзвіницю. На старому фундаменті місцеві майстри Іван Попович та Іван Яцура відбудували дерев'яну дзвіницю, прикрасивши шатровий дах невеликою вежкою під шатриком. З Ужгорода повернули великий дзвін, відлитий 1923 р. Інші три дзвони — нові.

## Туристичні місця
- На території села виявлено поселення періоду бронзи (початок І тисячоліття до н. е.). На території Боржавського знайдено великий бронзовий скарб — 148 предметів.
- храм Покрови Пресвятої Богородиці
- У 1970 році в заболоченому озері біля села виловлено найбільшого за всю фіксовану історію українського рибальства Сома — довжиною 2,5 м і вагою 70 кг.

## Відомі люди
Уродженці села
- Іван Ребрик — український поет та видавець, засновник першого недержавного видавництва «Ґражда».
- Михайло Мольнар (1930) — чеський і словацький літературознавець, україніст.
- Іван Маргітич — єпископ Мукачівської греко-католицької єпархії.

```
* 
Погоріляк Михайло
 
— 
священнослужитель
```